# NGC 6802
NGC 6802 is een open sterrenhoop in het sterrenbeeld Vosje. Het hemelobject werd op 11 juli 1784 ontdekt door de Duits-Britse astronoom William Herschel.
Deze open sterrenhoop bevindt zich aan het oostelijk uiteinde van het relatief gemakkelijk waar te nemen asterisme Collinder 399 (Brocchi's cluster) dat dankzij de eigenaardige vorm ervan ook wel bekend is als de Kledinghanger (Coathanger). Collinder 399 heeft een schijnbare diameter van 2 graden en kan met elke verrekijker worden waargenomen.

## Synoniemen
- OCL 114